# ماينور دافيلا
ماينور دافيلا (بالإسبانية: Maynor Dávila)‏ هو لاعب كرة قدم غواتيمالي في مركز الوسط، ولد في 12 فبراير 1982 في مدينة غواتيمالا في غواتيمالا. شارك مع منتخب غواتيمالا لكرة القدم. أما مع النوادي، فقد لعب مع نادي أورورا ونادي كوميونيكيشنس.

## وصلات خارجية
- ماينور دافيلا على موقع الاتحاد الدولي (مؤرشف)  (الإنجليزية)
- ماينور دافيلا على موقع قاعدة بيانات كرة القدم.إي يو (الإنجليزية)
- ماينور دافيلا على موقع ناشيونال فوتبول تيمز (الإنجليزية)